# Schweizer Fussballmeisterschaft der Frauen 2020/21
Die Fussballmeisterschaft der Frauen 2020/21 war die 51. Spielzeit im Fussball der Frauen. Die oberste Schweizer Spielklasse wurde erstmals unter der Bezeichnung AXA Women’s Super League ausgetragen. Es nahmen acht Mannschaften teil. Sie begann am 13. August 2020 und endete am 29. Mai 2021. Im Vorjahr war die Meisterschaft aufgrund der Covid-19-Pandemie nicht zu Ende gespielt worden. Titelverteidiger war daher der FC Zürich Frauen, der die Meisterschaft 2018/19 gewonnen hatte.

## Super League
An der Women’s Super League nahmen acht Mannschaften teil. Jede trat gegen jede in je zwei Heim- und zwei Auswärtsspielen an, sodass 28 Runden ausgetragen wurden. Der Erstplatzierte wurde Schweizer Meister, Absteiger gab es aufgrund einer Aufstockung der Liga auf die folgende Saison hin keinen. Neben dem Schweizer Meister ist gemäss der UEFA-Fünfjahreswertung auch der Zweitplatzierte für die UEFA Women’s Champions League qualifiziert.

### Teilnehmer
| Team                        | Stadt        | Kanton           | Stadion                   | Trainer                                                    | Platzierung Saison 2019/20 |
| --------------------------- | ------------ | ---------------- | ------------------------- | ---------------------------------------------------------- | -------------------------- |
| FC Basel                    | Münchenstein | Basel-Landschaft | Nachwuchs-Campus Basel    | Sébastien Bader                                            | 3.                         |
| Grasshopper Club Zürich     | Niederhasli  | Zürich           | GC-Campus Niederhasli     | Sascha Müller                                              | 6.                         |
| FF Lugano                   | Lugano       | Tessin           | Stadio di Cornaredo       | Andrea Antonelli                                           | 8.                         |
| FC Luzern                   | Luzern       | Luzern           | Sportanlage Allmend       | Glenn Meier                                                | 4.                         |
| Servette FC Chênois Féminin | Chêne-Bourg  | Genf             | Stade des Trois-Chêne     | Eric Sévérac                                               | 1.                         |
| BSC Young Boys              | Bern         | Bern             | Sportpark Wyler           | Charles Grütter                                            | 5.                         |
| FC St. Gallen-Staad         | St. Gallen   | St. Gallen       | Espenmoos, Gründenmoos    | Marco Zwyssig                                              | 7.                         |
| FC Zürich Frauen            | Zürich       | Zürich           | Sportanlage Heerenschürli | Ivan dal Santo (bis Januar 21) Inka Grings (ab Februar 21) | 2.                         |

### Tabelle
| Pl.             | Verein                      | Sp. | S  | U | N  | Tore    | Diff. | Punkte |
| --------------- | --------------------------- | --- | -- | - | -- | ------- | ----- | ------ |
| 1.              | Servette FC Chênois Féminin | 28  | 20 | 6 | 2  | 081:170 | +64   | 66     |
| 2.              | FC Zürich Frauen (M, C)     | 28  | 19 | 4 | 5  | 092:350 | +57   | 61     |
| 3.              | BSC Young Boys              | 28  | 14 | 4 | 10 | 068:560 | +12   | 46     |
| 4.              | FC Basel                    | 28  | 11 | 8 | 9  | 060:500 | +10   | 41     |
| 5.              | Grasshopper Club Zürich     | 28  | 11 | 8 | 9  | 038:460 | −8    | 41     |
| 6.              | FC Luzern                   | 28  | 7  | 6 | 15 | 039:600 | −21   | 27     |
| 7.              | FC St. Gallen-Staad         | 28  | 7  | 5 | 16 | 047:580 | −11   | 26     |
| 8.              | FF Lugano                   | 28  | 2  | 1 | 25 | 013:116 | −103  | 07     |
| Stand: Endstand |                             |     |    |   |    |         |       |        |

| (M) | amtierender Schweizer Meister           |
| (C) | Schweizer Cup-Sieger der letzten Saison |
| (N) | Neuaufsteiger der letzten Saison        |

### Torschützenliste
Bei gleicher Anzahl von Treffern sind die Spielerinnen alphabetisch geordnet.
| Pl.    | Name                     | Team                        | Tore |
| ------ | ------------------------ | --------------------------- | ---- |
| 01.    | Stefanie de Além da Eira | YB Frauen                   | 23   |
| 02.    | Fabienne Humm            | FC Zürich Frauen            | 19   |
| 03.    | Ardita Iseni             | FC St. Gallen-Staad         | 15   |
| 03.    | Maeva Sarrasin           | Servette FC Chênois Féminin | 15   |
| 05.    | Léonie Fleury            | Servette FC Chênois Féminin | 14   |
| 05.    | Marta Peiró              | Servette FC Chênois Féminin | 14   |
| 05.    | Courtney Strode          | YB Frauen                   | 14   |
| Quelle |                          |                             |      |

### Auszeichnungen
Vor dem ersten Saisonspiel der Meisterschaft 2021/22 wurden rückblickend von der Liga die besten Spielerinnen und Trainer geehrt. Die Auswahl wurde von einer Fachjury aus Trainern und Trainerinnen, Spielerinnen und Medienvertretern vorgenommen.

#### Ehrungen
- Beste Spielerin: Stefanie de Além da Eira (YB Frauen)
- Bester Trainer: Glenn Meier (FC Luzern)
- Beste Torschützin: Stefanie de Além da Eira (YB Frauen, 23 Tore)
- Schönstes Tor: Riola Xhemaili (FC Basel), erzielt am 29. Mai 2021 gegen Servette FC Chênois

#### Team der Saison
Ins Team der Saison (sogenannte Golden Eleven) wurden folgende Spielerinnen gewählt:
- Tor: Gaëlle Thalmann (Servette FC Chênois)
- Verteidigung: Julia Stierli (FC Zürich Frauen), Riana Fischer (FC Zürich Frauen), Caroline Abbé (Servette FC Chênois), Laura Frey (YB Frauen)
- Mittelfeld: Nadine Riesen (YB Frauen), Sandy Maendly (Servette FC Chênois), Stefanie de Além da Eira (YB Frauen), Riola Xhemaili (FC Basel)
- Sturm: Svenja Fölmli (FC Luzern), Fabienne Humm (FC Zürich Frauen)

## Nationalliga B
In der Saison 2020/21 der Nationalliga B (NLB) nahmen zehn Mannschaften teil. Die Teams spielten zweimal gegeneinander. Dadurch wurden 18 Partien ausgetragen. Am Ende der Saison stiegen die beiden Erstplatzierten in die Super League auf, während die zwei Letztplatzierten Barragespiele bestritten.

### Tabelle
| 1.              | FC Aarau Frauen                 | 18 | 14 | 2 | 2  | 048:110 | +37 | 44 |
| 2.              | FC Zürich Frauen U-21           | 18 | 12 | 2 | 4  | 061:280 | +33 | 38 |
| 3.              | FC Yverdon Féminin              | 18 | 12 | 2 | 4  | 039:210 | +18 | 38 |
| 4.              | Frauenteam Thun Berner Oberland | 18 | 12 | 1 | 5  | 062:250 | +37 | 37 |
| 5.              | FC Rapperswil-Jona              | 18 | 11 | 3 | 4  | 067:300 | +37 | 36 |
| 6.              | FC Luzern Frauen                | 18 | 5  | 3 | 10 | 018:440 | −26 | 18 |
| 7.              | SC Derendingen Solothurn (N)    | 18 | 5  | 2 | 11 | 036:570 | −21 | 17 |
| 8.              | FC Schlieren                    | 18 | 5  | 1 | 12 | 015:450 | −30 | 16 |
| 9.              | FC Walperswil (N)               | 18 | 4  | 1 | 13 | 021:640 | −43 | 13 |
| 10.             | Femina Kickers Worb             | 18 | 1  | 1 | 16 | 021:640 | −43 | 04 |
| Stand: Endstand |                                 |    |    |   |    |         |     |    |

| (A) | Absteiger der letzten Saison     |
| (N) | Neuaufsteiger der letzten Saison |

## 1. Liga
Aufsteiger
- FC Oerlikon/Polizei
- FC Sion
- FC Winterthur Frauen
- FC Küssnacht